# Lodewijk Willem van Bentheim-Steinfurt (1756-1817)

Het wapen van Bentheim-Steinfurt na 1701

Lodewijk Willem Gelricus Ernst van Bentheim-Steinfurt, (Burgsteinfurt, 1 oktober 1756 - Burgsteinfurt, 20 augustus 1817) was vorst van Bentheim en Steinfurt. 
In 1803 erft de graaf de rechten op het verpande graafschap Bentheim. Aan de zelfstandigheid komt een einde in 1806 als het graafschap wordt gemediatiseerd door het groothertogdom Berg. Na het Congres van Wenen in 1815 blijft deze status bestaan binnen het koninkrijk Pruisen. Als in 1819 de verpanding van het graafschap Bentheim wordt beëindigd, krijgt zijn zoon deze status ook in het koninkrijk Hannover. Op 21 januari 1817 verkreeg hij de Pruisische titel: vorst van Bentheim en Steinfurt. Verder voerde hij de titels graaf van Tecklenburg en Limburg, heer van Rheda, Wewelinghoven, Hoya, Alpen en Helpenstein. 

## Familie
Lodewijk Willem was de zoon van Paul Ernst Karl van Bentheim-Steinfurt-Batenburg (1729-1780) en Charlotte Sophia Luise van Nassau-Siegen (1729-1759). Hij trouwde op 17 juli 1776 met Juliane Wilhelmine van Schleswig-Holstein-Sonderburg-Glücksburg (30 april 1754-14 september 1823). Zij was de dochter van Friedrich van Holstein Glucksburg (1 april 1701-10 november 1766) en Henriette Augusta van Lippe-Detmold (26 maart 1725-5 augustus 1777). Uit zijn huwelijk werden de volgende kinderen geboren:
- Henriette van Bentheim-Steinfurt (10 juni 1777-8 december 1851). Zij trouwde op 6 september 1802 met Karel Lodewijk August van Solms-Hohensolms-Lich (1762-1807). Hij was de zoon van Karel Christiaan van Solms-Hohensolms (1725-1803) van 1744 tot 1803 graaf van Solms-Lich en Sophia Charlotte van Dohna Schlobitten (1740-1798).
- Christiaan van Bentheim-Steinfurt (1778-1789)
- Alexius van Bentheim en Steinfurt (20 oktober 1781-3 november 1866), werd de opvolger van zijn vader als vorst van Bentheim en Steinfurt.
- Willem Frederik van Bentheim-Steinfurt (17 april 1782-12 oktober 1839)
- Lodewijk Kasimir van Bentheim-Steinfurt (22 november 1787-4 februari 1876)
- Charlotte Eleonore van Bentheim-Steinfurt (5 mei 1789-6 januari 1874)
- Karel Frans Eugen van Bentheim-Steinfurt (28 maart 1791-4 december 1871)
- Sophia Polyxena van Bentheim-Steinfurt (Steinfurt, 16 januari 1794-Herleshausen, 6 mei 1873). Zij trouwde op 10 september 1823 met Karel van Hessen-Philippsthal-Barchfeld (27 juni 1784-17 juli 1854), weduwnaar van Augusta van Hohenlohe-Ingelfingen (1793-1821). Hij was een zoon van landgraaf Adolf van Hessen-Philippsthal-Barchfeld en Louisa van Saksen-Meiningen.

Lodewijk Willem stierf op 20 augustus 1817 en werd opgevolgd door zijn zoon Alexius van Bentheim en Steinfurt.